# Mehdi Baala
Mehdi Baala (født 17. august 1978 i Strasbourg) er en fransk atletikudøver (mellemdistanceløber), der i første årti af 2000'erne tilhørte verdenseliten i 1500 meter løb.

## Løbekarriere
Han deltog i tre olympiske lege. Ved OL 2000 i Sydney blev han nummer fire i finalen på 1500 meter, og ved OL 2004 i London gik han ikke videre fra indledende heat.
Ved OL 2008 i Beijing vandt Baala sit indledende heat og sin semifinale, men i finalen blev han igen nummer fire. Imidlertid blev vinderen, Rashid Ramzi fra Bahrain, efterfølgende diskvalificeret for brud på dopingreglerne, hvorefter kenyaneren Asbel Kiprop overtog guldmedaljen, newzealænderen Nick Willis fik sølv og Baala bronze.
Ved indendørs-EM i 2000 vandt han bronze, og ved udendørs-EM 2002 vandt han guld, hvilket han gentog fire år senere. Endelig vandt han VM-sølv i 2003 på hjemmebane i Paris. Alle disse medaljer opnåede han på 1500 meter.